# Liste der Einträge im National Register of Historic Places im Ozaukee County

Lage des Ozaukee County in Wisconsin

Die Liste der Einträge im National Register of Historic Places im Ozaukee County in Wisconsin führt alle Bauwerke und historischen Stätten im Ozaukee County auf, die in das National Register of Historic Places aufgenommen wurden.

## Legende
| NRHP | Historic Place    |
| HD   | Historic District |

## Aktuelle Einträge
| [ 2 ] | Name                                       | Bild                                       | Eintragsdatum        | Lage | Ort                 | Beschreibung |
| ----- | ------------------------------------------ | ------------------------------------------ | -------------------- | --- | ------------------- | --- |
| 1     | Bigelow School                             | Bigelow School                             | 2000 ID-Nr. 00000851 | 4228 West Bonniwell Road 43° 15′ 57″ N, 87° 57′ 42″ W                                                                         | Mequon              | 1929 im neoklassizistischen Stil errichtetes Schulgebäude                                                            |
| 2     | Harry W. Bolens House                      | Harry W. Bolens House                      | 1983 ID-Nr. 83003407 | 842 West Grand Avenue 43° 23′ 14″ N, 87° 53′ 14″ W                                                                            | Port Washington     | 1910 errichtetes Wohnhaus des Bürgermeisters Harry W. Bolens                                                         |
| 3     | Cedarburg Mill                             | Cedarburg Mill                             | 1974 ID-Nr. 74000115 | 215 East Columbia Avenue 43° 17′ 48″ N, 87° 59′ 10″ W                                                                         | Cedarburg           | 1855 errichtete Getreidemühle                                                                                        |
| 4     | Cedarburg Woolen Co. Worsted Mill          | Cedarburg Woolen Co. Worsted Mill          | 1983 ID-Nr. 83003408 | 1350 14th Avenue 43° 19′ 3″ N, 87° 56′ 57″ W                                                                                  | Grafton             | 1880 errichtete Textilfabrik                                                                                         |
| 5     | Jonathan Clark House                       | Jonathan Clark House                       | 1982 ID-Nr. 82000692 | 13615 North Cedarburg Road 43° 15′ 57″ N, 87° 59′ 23″ W                                                                       | Mequon              | 1848 im Stil des Greek Revival errichtetes Wohnhaus                                                                  |
| 6     | Columbia Historic District                 | Columbia Historic District                 | 1992 ID-Nr. 91001980 | Abgegrenzt durch Cedar Creek, Highland Drive und Bridge Road 43° 17′ 59″ N, 87° 58′ 57″ W                                     | Cedarburg           | Wohngebiet um die Trinity Lutheran Church                                                                            |
| 7     | Concordia Mill                             | Concordia Mill                             | 1974 ID-Nr. 74000116 | 252 Green Bay Road 43° 17′ 5″ N, 87° 58′ 13″ W                                                                                | Cedarburg           | 1853 errichtete Getreidemühle                                                                                        |
| 8     | Covered Bridge                             | Covered Bridge                             | 1973 ID-Nr. 73000092 | Brücke der Covered Bridge Road über den Cedar Creek nördlich der Stadt Cedarburg 43° 20′ 16″ N, 88° 0′ 16″ W                  | Town of Cedarburg   | 1876 errichtete und 1962 versetzte überdachte Holzbrücke über den Cedar Creek                                        |
| 9     | Isham Day House                            | Isham Day House                            | 2000 ID-Nr. 00001558 | 11312 North Cedarburg Road 43° 13′ 25″ N, 87° 59′ 0″ W                                                                        | Mequon              | 1839 errichtetes Haus eines aus Neuengland stammenden Siedlers; heute Museum                                         |
| 10    | Edward Dodge House                         | Edward Dodge House                         | 1975 ID-Nr. 75000074 | 126 East Grand Avenue 43° 23′ 16″ N, 87° 52′ 10″ W                                                                            | Port Washington     | 1848 im Stil des Greek Revival errichtetes Wohnhaus; auch als Pebble House bekannt                                   |
| 11    | Grafton Flour Mill                         | Grafton Flour Mill                         | 1983 ID-Nr. 83003409 | 1300 14th Avenue 43° 19′ 6″ N, 87° 56′ 58″ W                                                                                  | Grafton             | 1847 errichtete Mühle                                                                                                |
| 12    | Green Bay Road Historic District           | Green Bay Road Historic District           | 2004 ID-Nr. 04001278 | 149-195 Green Bay Road 43° 13′ 58″ N, 87° 58′ 56″ W                                                                           | Thiensville         | Verschiedene in der zweiten Hälfte des 19. Jahrhunderts im Queen Anne Style errichtete Gebäude                       |
| 13    | Hamilton Historic District                 | Hamilton Historic District                 | 1976 ID-Nr. 76000070 | Hamilton Road und Green Bay Road 43° 17′ 0″ N, 87° 58′ 17″ W                                                                  | Cedarburg           | Ehemals eigenständige Stadt mit um die Mitte des 19. Jahrhunderts errichteten Wohnhäusern meist irischer Einwanderer |
| 14    | Hilgen and Wittenberg Woolen Mill          | Hilgen and Wittenberg Woolen Mill          | 1978 ID-Nr. 78000124 | N70 W6340 Bridge Road 43° 18′ 5″ N, 87° 59′ 18″ W                                                                             | Cedarburg           | 1864 im Stil des Greek Revival errichtete Textilfabrik; heute Restaurant und Spezialitätengeschäft                   |
| 15    | Hoffman House Hotel                        | Hoffman House Hotel                        | 1984 ID-Nr. 84003773 | 200 West Grand Avenue 43° 23′ 16″ N, 87° 52′ 22″ W                                                                            | Port Washington     | [ 17 ] [ 18 ] |
| 16    | Island City (Schiffswrack)                 |                                            | 2011 ID-Nr. 11000810 | Michigansee, rund 15 km südöstlich von Port Washington 43° 14′ 18″ N, 87° 50′ 42,6″ W                                         | Umgebung von Mequon | 1859 gebauter Holzfrachter; im Michigansee gesunken                                                                  |
| 17    | William F. Jahn Farmstead                  | William F. Jahn Farmstead                  | 2000 ID-Nr. 00000978 | 12112-12116 North Wauwatosa Road 43° 14′ 7″ N, 88° 0′ 11″ W                                                                   | Mequon              | 1855 errichtetes Farmhaus                                                                                            |
| 18    | Main Street Historic District              | Main Street Historic District              | 2004 ID-Nr. 04001279 | 101 North Main Street, 105-130 South Main Street, 101 Green Bay Road und 107 West Buntrock Avenue 43° 13′ 49″ N, 87° 59′ 2″ W | Thiensville         | Verschiedene um die Jahrhundertwende vom 19. zum 20. Jahrhundert im Queen Anne Style errichtete Gebäude              |
| 19    | Mequon Town Hall and Fire Station Complex  | Mequon Town Hall and Fire Station Complex  | 2000 ID-Nr. 00000779 | 11333 North Cedarburg Road 43° 13′ 25″ N, 87° 59′ 4″ W                                                                        | Mequon              | 1937 im Stil des Art déco errichteter Komplex für Rathaus und Feuerwache                                             |
| 20    | Milwaukee Falls Lime Company               | Milwaukee Falls Lime Company               | 2012 ID-Nr. 11001071 | 2020 Green Bay Road 43° 18′ 17,1″ N, 87° 57′ 23,6″ W                                                                          | Grafton             | 1890–1893 errichtetes Kalkwerk; bis 1926 in Betrieb                                                                  |
| 21    | NIAGARA (Schiffswrack)                     | NIAGARA (Schiffswrack)                     | 1996 ID-Nr. 96001456 | Michigansee, rund eine Meile vom Ufer 43° 29′ 19″ N, 87° 46′ 30″ W                                                            | Belgium             | 1845 gebauter Passagier- und Frachtdampfer; 1856 in Brand geraten und gesunken                                       |
| 22    | Edwin J. Nieman Sr. House                  | Edwin J. Nieman Sr. House                  | 1996 ID-Nr. 96000418 | 13030 North Cedarburg Road 43° 15′ 19″ N, 87° 59′ 25″ W                                                                       | Mequon              | 1928 im Stil des Tudor Revival errichtetes Wohnhaus                                                                  |
| 23    | NORTHERNER (Schiffswrack)                  | NORTHERNER (Schiffswrack)                  | 2010 ID-Nr. 10001005 | Michigansee, rund 8 km südöstlich von Port Washington 43° 18′ 53″ N, 87° 49′ 27″ W                                            | Town of Grafton     | 1850 gebauter Zweimastschoner für den Transport von Holz; 1868 gesunken                                              |
| 24    | O'Brien-Peuschel Farmstead                 | O'Brien-Peuschel Farmstead                 | 2000 ID-Nr. 00001236 | 12510 North Wauwatosa Road 43° 14′ 43″ N, 88° 0′ 10″ W                                                                        | Mequon              | 1850 errichtetes Farmhaus                                                                                            |
| 25    | Old Ozaukee County Courthouse              | Old Ozaukee County Courthouse              | 1976 ID-Nr. 76000071 | 109 West Main Street 43° 23′ 18″ N, 87° 52′ 16″ W                                                                             | Port Washington     | 1901–1902 im neuromanischen Stil errichtetes früheres Justiz- und Verwaltungsgebäude des Ozaukee County              |
| 26    | Payne Hotel                                | Payne Hotel                                | 1991 ID-Nr. 91000220 | 310 East Green Bay Avenue 43° 22′ 54″ N, 87° 56′ 18″ W                                                                        | Saukville           | 1848 im Stil des Greek Revival errichtete Postkutschenstation                                                        |
| 27    | Port Washington Downtown Historic District | Port Washington Downtown Historic District | 2000 ID-Nr. 00001070 | North Franklin Street zwischen East Jackson Street und East Grand Avenue 43° 23′ 22″ N, 87° 52′ 7″ W                          | Port Washington     | Stadtzentrum mit Gebäuden verschiedener Baustile aus der zweiten Hälfte des 19. Jahrhunderts                         |
| 28    | Port Washington Fire Engine House          | Port Washington Fire Engine House          | 2009 ID-Nr. 09000894 | 102 East Pier Street 43° 23′ 23,6″ N, 87° 52′ 15,3″ W                                                                         | Port Washington     | 1929 errichtete Feuerwache                                                                                           |
| 29    | Port Washington Light Station              | Port Washington Light Station              | 1999 ID-Nr. 99001222 | 311 East Johnson Street 43° 23′ 28″ N, 87° 52′ 3″ W                                                                           | Port Washington     | 1860 errichteter Leuchtturm                                                                                          |
| 30    | John Reichert Farmhouse                    | John Reichert Farmhouse                    | 1982 ID-Nr. 82000693 | 14053 North Wauwatosa Road 43° 16′ 25″ N, 88° 0′ 15″ W                                                                        | Mequon              | 1885 im Stick Style genannten Baustil errichtetes Farmhaus                                                           |
| 31    | St. Mary's Roman Catholic Church           | St. Mary's Roman Catholic Church           | 1977 ID-Nr. 77000042 | 430 North Johnson Street 43° 23′ 30″ N, 87° 52′ 10″ W                                                                         | Port Washington     | 1882 im neugotischen Stil aus Kalksteinen errichtete katholische Kirche                                              |
| 32    | Stony Hill School                          | Stony Hill School                          | 1976 ID-Nr. 76000072 | County Highway 1 43° 28′ 46″ N, 87° 58′ 48″ W                                                                                 | Waubeka             | 1885 errichtetes Schulgebäude; heute Museum                                                                          |
| 33    | Tennie and Laura (Schiffswrack)            | Tennie and Laura (Schiffswrack)            | 2008 ID-Nr. 08000288 | Michigansee, rund 15 km vor Port Washington 43° 15′ 32,5″ N, 87° 43′ 37,8″ W                                                  | Port Washington     | 1876 gebauter Frachter; 1903 in einem Sturm gesunken                                                                 |
| 34    | Jacob Voigt House                          | Jacob Voigt House                          | 2000 ID-Nr. 00001164 | 11550 North Wauwatosa Road 43° 13′ 44″ N, 88° 0′ 28″ W                                                                        | Mequon              | 1855 errichtetes Wohnhaus                                                                                            |
| 35    | Washington Avenue Historic District        | Washington Avenue Historic District        | 1986 ID-Nr. 86000218 | Abgegrenzt durch Elm Street, Cedar Creek, Hamilton Road und Washington Avenue 43° 18′ 1″ N, 87° 59′ 16″ W                     | Cedarburg           | Der größte Teil des Stadtzentrums mit Gebäuden aus den 1850er Jahren                                                 |
| 36    | Wayside House                              | Wayside House                              | 1982 ID-Nr. 82000694 | W61 N439 Washington Avenue 43° 17′ 31″ N, 87° 59′ 11″ W                                                                       | Cedarburg           | 1846 im viktorianischen Stil errichtetes Wohnhaus                                                                    |